# 日本溶接会議
日本溶接会議( JIW ) は、溶接、および関連技術に関する日本の科学および工学機関である。
日本が１９５３年国際溶接学会（ＩＩＷ）に加盟した直後、国内の対応組織として設立された。
その後日本学術会議がＩＩＷに加盟したため一時廃止され日本学術会議溶接研究連絡委員会の協力機構の立場になった。
１９６６年日本学術会議から独立した。

## 組織
ＪＩＷの運営は（一社）日本溶接協会と（一社）溶接学会が共同で当たっている。
なお、国際対応を産業界、学会及び協会を挙げてより積極的に対応するために、（一社）日本溶接協会に事務局を委託している。